# Regionalna nogometna liga – Primorska skupina 1989./90.
Regionalna liga – Primorska skupina, također kao i Primorsko-goranska regionalna nogometna liga je bila liga petog stupnja nogometnog prvenstva Jugoslavije u sezoni 1989./90. 
 
Sudjelovalo je 16 klubova, a prvak je bio klub "Grobničan Čavle" iz Mavrinaca.   

## Ljestvica
| mj. | klub                        | ut. | pob | ner (uk) | (ner 11m) | por | gol+ | gol- | bod |
| --- | --------------------------- | --- | --- | -------- | --------- | --- | ---- | ---- | --- |
| 1.  | Grobničan Čavle (Mavrinci)  | 30  | 16  | 10       | (8)       | 4   | 41   | 19   | 40  |
| 2.  | INA Delta Rijeka            | 30  | 17  | 5        | (4)       | 8   | 62   | 36   | 38  |
| 3.  | Vrbovsko                    | 30  | 18  | 4        | (0)       | 8   | 48   | 27   | 36  |
| 4.  | Omladinac Vrata             | 30  | 15  | 7        | (4)       | 8   | 41   | 32   | 34  |
| 5.  | Crikvenica                  | 30  | 15  | 2        | (0)       | 13  | 47   | 35   | 30  |
| 6.  | Rab                         | 30  | 14  | 5        | (1)       | 10  | 49   | 44   | 29  |
| 7.  | Jedinstvo DIP Ogulin        | 30  | 13  | 7        | (4)       | 10  | 49   | 45   | 28  |
| 8.  | Lokomotiva Rijeka           | 30  | 12  | 8        | (3)       | 10  | 40   | 33   | 27  |
| 9.  | Krk                         | 30  | 11  | 7        | (4)       | 11  | 42   | 37   | 26  |
| 10. | Goranka Ravna Gora          | 30  | 9   | 8        | (6)       | 13  | 40   | 46   | 24  |
| 11. | Rječina Dražice             | 30  | 10  | 7        | (3)       | 13  | 36   | 46   | 23  |
| 12. | Željezničar Srpske Moravice | 30  | 10  | 4        | (3)       | 16  | 39   | 51   | 23  |
| 13. | Bunjevac Krivi Put          | 30  | 8   | 9        | (2)       | 13  | 36   | 62   | 18  |
| 14. | Jedinstvo Rijeka            | 30  | 8   | 5        | (1)       | 17  | 31   | 53   | 17  |
| 15. | Primorje Rijeka             | 30  | 6   | 7        | (4)       | 17  | 36   | 56   | 16  |
| 16. | Lovran                      | 30  | 6   | 5        | (3)       | 19  | 29   | 56   | 15  |

- U slučaju neodlučenog rezultata su se izvodili jedanaesterci, nakon kojih bi pobjednik dobio 1 bod, a poraženi ne bi osvojio bod.
- Srpske Moravice – tadašnji naziv za naselje Moravice

## Rezultatska križaljka
| kratica | klub                        | BUNJ | CRI | GOR | GRO | INAD | JEDD | JEDR | KRK | LOK | LOV | OML | PRI | RAB | RJE | VRB | ŽRLJ |
| --- | --------------------------- | ---- | --- | --- | --- | ---- | ---- | ---- | --- | --- | --- | --- | --- | --- | --- | --- | ---- |
| BUNJ | Bunjevac Krivi Put          |      |     |     |     |      |      |      |     |     |     |     |     |     |     |     |      |
| CRI | Crikvenica                  |      |     |     |     |      |      |      |     |     |     |     |     |     |     |     |      |
| GOR | Goranka Ravna Gora          |      |     |     |     |      |      |      |     |     |     |     |     |     |     |     |      |
| GRO | Grobničan Čavle (Mavrinci)  |      |     |     |     |      |      |      |     |     |     |     |     |     |     |     |      |
| INAD | INA Delta Rijeka            |      |     |     |     |      |      |      |     |     |     |     |     |     |     |     |      |
| JEDD | Jedinstvo DIP Ogulin        |      |     |     |     |      |      |      |     |     |     |     |     |     |     |     |      |
| JEDR | Jedinstvo Rijeka            |      |     |     |     |      |      |      |     |     |     |     |     |     |     |     |      |
| KRK | Krk                         |      |     |     |     |      |      |      |     |     |     |     |     |     |     |     |      |
| LOK | Lokomotiva Rijeka           |      |     |     |     |      |      |      |     |     |     |     |     |     |     |     |      |
| LOV | Lovran                      |      |     |     |     |      |      |      |     |     |     |     |     |     |     |     |      |
| OML | Omladinac Vrata             |      |     |     |     |      |      |      |     |     |     |     |     |     |     |     |      |
| PRI | Primorje Rijeka             |      |     |     |     |      |      |      |     |     |     |     |     |     |     |     |      |
| RAB | Rab                         |      |     |     |     |      |      |      |     |     |     |     |     |     |     |     |      |
| RJE | Rječina Dražice             |      |     |     |     |      |      |      |     |     |     |     |     |     |     |     |      |
| VRB | Vrbovsko                    |      |     |     |     |      |      |      |     |     |     |     |     |     |     |     |      |
| ŽELJ | Željezničar Srpske Moravice |      |     |     |     |      |      |      |     |     |     |     |     |     |     |     |      |
| |                             |      |     |     |     |      |      |      |     |     |     |     |     |     |     |     |      |
| podebljan rezultat - utakmice od 1. do 15. kola (1. utakmica između klubova) rezultat normalne debljine - utakmice od 16. do 30. kola (2. utakmica između klubova) rezultat nakošen - nije vidljiv redoslijed odigravanja međusobnih utakmica iz dostupnih izvora rezultat nakošen i smanjen * - iz dostupnih izvora nije uočljiv domaćin susreta prekrižen rezultat - poništena ili brisana utakmica p - utakmica prekinuta 3:0 p.f. / 0:3 p.f. - rezultat 3:0 bez borbe (_:_ 11 m) - rezultat u raspucavanju jedanaesteraca u slučaju neriješenog rezultata |                             |      |     |     |     |      |      |      |     |     |     |     |     |     |     |     |      |

 Izvori: 